# Léčiva ovlivňující kašel
Kašel je obranný reflex sloužící k odstranění cizorodého materiálu nebo nadbytku hlenu z dýchacích cest.
Pod každou skupinou léčiv je uvedena
- léčivá látka (přípravek, ve kterém je obsažena)

## Antitusika
Používají se při dávivém suchém (neproduktivním) kašli, při kterém nedochází k vylučování hlenu. Potlačují kašlací reflex, odstraňují však pouze symptomy (příznaky) kašle, ne jeho příčinu.

### Centrálně působící
Snižují dráždivost centra pro kašel, tlumí dechové centrum.
- kodein (Codein) – může na něj vzniknout návyk, jako jediný je vázán na lékařský předpis

### Periferně působící
Působí přímo v průduškách, mají lokálně anestetický účinek.
- butamirát (Stoptussin, Sinecod, Tussin)
- dropropizin (Ditustat)

### Centrálně i periferně působící
Jsou výhodná v tom, že netlumí dechové centrum a nevzniká na ně tolerance ani závislost.
- klobutinol (Silomat) – v současné době stažen z lékáren z podezření na závažné nežádoucí účinky

## Expectorancia
Používají při vlhkém (produktivním) kašli, při kterém nedochází k vylučování hlenu. Usnadňují vykašlávání hlenu a zlepšení jeho odstraňování z dýchacích cest. Při terapii expektorancii je nutné zvýšit příjem tekutin.

### Mukolytika
Používají se ke snížení viskozity hlenu.
- acetylcystein (ACC, Solmucol), ambroxol (Flavamed, Ambrosan, Mucosolvan), bromhexin (Bromhexin 12 BC), guaifenesin (Stoptussin)

### Sekretolytika
Stimulují přímo sekreci řídkého hlenu.
- rostlinné silice (borovicový a eukalyptový olej), bylinné extrakty (jitrocel, břečťan) – mají mukolytický i sekretolytický účinek

### Sekretomotorika
Zvyšují aktivitu řasinkového epitelu v průduškách, čímž zlepšují pohyblivost hlenu.

## Antiastmatika
Astma je reverzibilní stažení průdušek, jehož příčinou je chronický zánět. Moderní antiastmatika dokáží trvale mírnit příčinu astmatu – zánět (zejména eozinofilní) a nazývají se kontrolory nebo preventivní. Patří mezi ně inhalační steroidy a antileukotrieny. Naproti tomu antiastmatika typu beta mimetik salbutamol, clenbuterol mírní pouze jeho projevy – tzn. roztahují průdušky bez mírnění zánětu a jsou naprosto nevhodná a nedostačující pro trvalou léčbu astmatu.[zdroj?]

### Bronchodilatancia
Některá z nich lze je použít při akutním záchvatu i preventivně. Způsobují relaxaci hladké svaloviny průdušek a tím je roztahují.

#### β2– sympatomimetika
Jejich výhodou je možnost injekční aplikace – jsou vhodná pro bezvědomé nebo nespolupracující postižené.
- krátkodobě účinná
  - salbutamol (Ventolin)
- dlouhodobě účinná – dají se užívat i preventivně.
  - klenbuterol (Spiropent)

#### Parasympatolytika
Pomáhají snižovat bronchiální sekreci. V moderní léčbě astmatu se již nepoužívají.
- ipratropium (Atrovent)

#### Deriváty xanthinu
Používají se při akutních záchvatech v infuzích. Pro trvalou moderní léčbu astmatu se již nepoužívají.
- theofylin, aminofylin

### Látky snižující zánět bronchů

#### Kortikoidy
Steroidní látky odvozené od tělu vlastního hormonu hydrokortizonu, mohou být aplikovány inhalačně, perorálně i injekčně. Snižují tvorbu mediátoru zánětu, avšak zejména u těch podávaných perorálně hrozí, že u dětí mohou způsobovat poruchy růstu, imunitního systému nebo osteoporózu, inhalačně aplikované zase mohou způsobit chrapot a kvasinkovou infekci v ústech. Těchto nežádoucích účinků se však můžeme obávat až u denních inhalačních dávek nad 400 mikrogramů. Zásadní je, že účinná léčba astmatu výrazně převažuje nad jeho neléčením.
- budesonid (Pulmicort), flutikason (Flixotide)

#### Nekortikoidní látky
Používají se při alergickém astmatu a to zejména u dětí, protože nejsou založeny na hormonální bázi a nemají proto nežádoucí vedlejší účinky jako látky kortikoidní. Působí jako stabilizátory žírných buněk, které pak neuvolňují zánětlivé působky. Nicméně v současnosti se již používají málo, neboť jsou málo účinné.
- kromoglykan sodný (Cromohexal, Intal)

V posledních 7 letech jsou v ČR na předpis takzvané antileukotrieny, které nejsou steroidní, podávají se jako tablety a jsou velmi bezpečné. Mají velmi dobrou účinnost především u dětí a taky dospělých, zejména pokud trpí také alergickou rýmou. Tyto preparáty může předepsat alergolog nebo pneumolog, od 1.8.2006 také pediatr.
- montelukast (Singulair), zafirlukast (Accolate)